# Општина Разкрижје
Општина Разкрижје (словен. Razkrižje) је једна од општина Помурске регије у држави Словенији. Седиште општине је истоимено насеље Разкрижје.

## Природне одлике
Рељеф: Општина Разкрижје налази се у североисточном делу Словеније, у словеначком делу Штајерске. Јужна граница општине је истовремено и државна граница са Хрватском. Подручје општине се налази у долини реке Муре, испод Словенских горица.
Клима: У општини влада умерено континентална клима.
Воде: Најзначајнији водоток у општини је река Мура, која је северна граница општине. Остали водотоци су мали и њене су притоке.

## Становништво
Општина Разкрижје је густо насељена.

## Насеља општине
| - Вешчица - Гибина - Коприва - Разкрижје - Шафарско - Шпринц |

## Додатно погледати
- Разкрижје